# Irrfan Khan
Irrfan Khan (hindi: इरफ़ान ख़ान)  (Tonk, 7 de gener de 1967 - Bombai, 29 d'abril de 2020) va ser un actor indi que va treballar a l'Índia, el Regne Unit i els Estats Units. Se'l reconeix com un dels millors actors indis de la seva generació, i va guanyar diversos premis com el National Film Awards, l'Asian Film Awards o el Padma Shri.
És conegut per les seves interpretacions a The Namesake, The Amazing Spider-Man, La vida de Pi, Jurassic World, Inferno o Slumdog Millionaire, entre d'altres.